# Bernard Debré
Bernard Debré (Toulouse, 30 de septiembre de 1944 - París, 13 de septiembre de 2020) fue un político, catedrático y médico francés, diputado por la XIII Legislatura de la Asamblea Nacional de Francia. Ocupó otros cargos políticos en París y fue miembro de la Unión por un Movimiento Popular. Era hijo de Anne-Marie Lemaresquier y del político Michel Debré (reconocido por haber sido primer ministro de Francia), y hermano gemelo del político Jean-Louis Debré.
Debré falleció de cáncer el 13 de septiembre de 2020 a los setenta y cinco años. Un día después falleció su hermano François Debré, escritor y periodista.

## Cargos políticos

### A nivel gubernamental
- 12 de noviembre de 1994 - 11 de mayo de 1995: Ministro de Cooperación del gobierno de Édouard Balladur

### En la Asamblea Nacional
- 1986-1994: Diputado por Indre y Loira
- 2004-2012: Miembro del distrito electoral 15 de París
- 2012-2017: Miembro del distrito electoral 4 de París

### A nivel local
- 1989-2001: Consejo municipal de Amboise
- 1992-1994: Vicepresidente del consejo general de Indre y Loira
- 1992-2001: Alcalde de Amboise
- 2008-2020: Concejal de París